# Speocera pamonha
Espèce
Speocera pamonha est une espèce d'araignées aranéomorphes de la famille des Ochyroceratidae.

## Distribution
Cette espèce est endémique du Minas Gerais au Brésil,. Elle se rencontre à Conceição do Mato Dentro, São Gonçalo do Rio Abaixo, Mariana, Santa Bárbara, Bocaiúva, Vazante, Morro do Pilar, Barão de Cocais, Caeté, Doresópolis, Igarapé, Rio Acima, Pains et Itabirito dans des grottes.

## Description
Le mâle holotype mesure 0,8 mm et la femelle paratype 0,95 mm, les mâles mesurent de 0,7 à 0,8 mm et les femelles de 0,9 à 1,0 mm.

## Systématique et taxinomie
Cette espèce a été décrite par Brescovit, Zampaulo, Pedroso et Cizauskas en 2023.

## Publication originale
- Brescovit, Zampaulo, Pedroso & Cizauskas, 2023 : « Three new species of the genus Speocera (Araneae: Ochyroceratidae) from caves of the state of Minas Gerais, Brazil. » Annales de la Société Entomologique de France, N.S., vol. 59, no 6, p. 428-448.